# 朝光亀太郎
朝光 亀太郎（あさひかり かめたろう、1900年3月14日 - 1937年12月1日）は、現在の大阪府東大阪市出身で朝日山部屋、出羽海部屋、再度朝日山部屋に所属した力士。本名は塚本 亀太郎。身長167cm、体重98kg。最高位は西前頭6枚目。

## 来歴
大阪相撲の朝日山部屋に入門、1919年5月に初土俵を踏む。朝潮を名乗り1923年5月に入幕を果たしたが、その場所前に起きた紛擾事件（龍神事件）で場所は中止、彼も一時廃業して東京に移った。東京では出羽海部屋に身を寄せ、1924年1月十両格付出で東京の土俵に上ったが、さすがに東京では朝潮の名は名乗れず朝千鳥と名乗った。すると、すぐに大阪への復帰が認められ、1924年1月の大阪相撲に、朝潮の名で幕内格で復帰した。1927年1月東西合併に伴い、大阪相撲より加入の形で東京でも入幕、ここからは朝光と名乗った。その後幕内を維持していたが、十両に落ちて1930年10月に廃業したのち、郷里に帰ったが1937年に渡し船が転覆して死亡した。

## 成績
- 幕内14場所59勝76敗19休（東京のみ）
- 通算17場所59勝76敗50休1預（東京のみ）

## 改名
小朝日→朝汐（1921年1月）→朝潮（1922年5月）→朝千鳥（東京、1924年1月）→朝潮（大坂、1924年1月）→朝光（東西合併、1927年1月）